# SADS
SADS（サッズ）は、黒夢のボーカルとして活動してきた清春が、自身のレコードレーベル「FULLFACE」を立ち上げ、1999年に結成した日本のロックバンド。2003年に活動休止、2010年に再始動、2018年をもって再度、活動休止することを発表した。

## メンバー
- Vocals: 清春 (1999 - 2003、2010 - 2018、2024)
SADS休止後はソロで活動。2010年より、ソロ活動と並行して黒夢、SADSの活動を再開。

- Guitar: 坂下たけとも (1999 - 2003、2024)

2004年10月、FULLFACE退社に伴い脱退。その後はThe DUST'N'BONEZ、BAD SiX BABiES、THE SLUT BANKSにて活動。
- Guitar: K-A-Z (2010 - 2018、2024)

栄喜とのユニットDETROXとしても活動していた。
- Bass: 小林勝 (2000 - 2003、2024)

ex.SOY SAUCE SONIX。現在nil、ザ・クロマニヨンズにて活動中。清春のソロデビューの際に打ち込み等の作業を手伝っていた。
- Bass: YUTARO (2017 - 2018、2024)

undervárのベーシスト。シシド・カフカのサポートも務める。ex.JELLY→、ex.LAID BACK OCEAN。JELLY→のインディーズ時には清春のレーベルFULLFACEに所属していた。2017年4月15日より加入。

- Drums: GO (2010 - 2018、2024)
ロックバンドSUNS OWLのリーダー、地獄カルテットでも活動中のドラマー。

| 旧メンバー       | 旧メンバー | 旧メンバー     | 旧メンバー |
| ---------------- | ---------- | -------------- | --- |
| 1999             | Bass       | 田沼徹浩       | ロンドンツアー後、体力的問題により脱退。 |
| 2010 - 2016      | Bass       | クボタケイスケ | 30sizeのサポートベーシスト。清春のソロの際に、サポートメンバーとして活動していた。 元はやぶさジョーンズ。自身がリーダーを務めたkubotaroadにも在籍していた。 2012年よりla la larksでも活動中｡ |
| 1999 - 2001      | Drums      | 牟田昌広       | 2001年3月、音楽性の違いにより脱退。現在THE STREET BEATSのメンバーとして活動。 |
| 2001 - 2003      | Drums      | 満園英二       | 2003年8月、病状回復の目処が立たないため、脱退。 ex.Wild Flag、BOWWOW、THE SLUT BANKS。 脱退後はThe DUST'N'BONEZ、森重樹一のサポートなどで活動。                                              |
| サポートメンバー |            |                | |
| 2000             | Guitar     | 平出悟         | TOUR'00 BATTLE ROCKERS PART2～Welcome to my BABYLON～、 BATTLE ROCKERS FINAL Conclusion of my BABYLON "The Revenge"まで参加。                                                                |
| 1999             | Bass       | 山根浩成       | 田沼脱退後、1999 THE FIRST TOUR "Smash It Up" まで参加。 |
| 2002, 2003       | Drums      | 舛岡圭司       | 2002年8月20日から11月26日までと、2003年中の活動に参加。 |
| 2024             | Drums      | 照井仁         | 2024年6月29日と30日のZepp Hanedaのライブに参加。 |
| 2000             | Manipulate | 佐々木 聡作    | TOUR '00 BATTLE ROCKERS PART 2 ～Welcome to my BABYLON～、 BATTLE ROCKERS FINAL Conclusion of my BABYLON "The Revenge" まで参加。                                                            |

### タイムライン
| 期間          | ボーカル | ギター       | ベース              | ドラム              | リリース |
| ------------- | -------- | ------------ | ------------------- | ------------------- | --- |
| 1999          | 清春     | 坂下たけとも | 田沼徹浩            | 牟田昌広            | TOKYO SAD BLOOD ROCK'N'ROLL |
| 1999          | 清春     | 坂下たけとも | 山根浩成 (サポート) | 牟田昌広            | SANDY FILM COLLECTOR DEMONSTRATION FILM GIG 99.08.01 赤裸々 |
| 2000-2001     | 清春     | 坂下たけとも | 小林勝              | 牟田昌広            | 忘却の空 ストロベリー BABYLON NIGHTMARE Conclusion of my BABYLON “The Revenge”2000.12.7 大阪城ホール Document of “Welcome to my BABYLON” tour The INTRODUCTION 2000.8.5-2001.1.1 00.09.18 Zepp TOKYO ACOUSTIC |
| 2001-2003     | 清春     | 坂下たけとも | 小林勝              | 満園英二            | PORNO STAR APPETIZING 4 SONGS EP THE ROSE GOD GAVE ME THE ROSE GOD GAVE ME-LA MIX Version- AWAKE “ ”(untitled) INNER FILM 02.12.25 EBISU The Garden Hall 131DAYS 13                                           |
| 2003          | 清春     | 坂下たけとも | 小林勝              | 舛岡圭司 (サポート) | Masquerade 03.06.11 Zepp Tokyo ～sads 2003 tour "13" -Thirteen-～ |
| 2010-2016     | 清春     | K-A-Z        | クボタケイスケ      | GO                  | THE 7 DEADLY SINS 100501 ゴシックサーカス Live at 日本武道館 LESSON 2 vip only BOOTLEG Vol. 2 EXTREME MAD YEARS spin erosion May I Stay/Light of Life                                                         |
| 2017-2018     | 清春     | K-A-Z        | YUTARO              | GO                  | FALLING The reproduction 7th anniversary『FALLING』THE LIVE |
| 2024/6/29－30 | 清春     | 坂下たけとも | 小林勝              | 照井仁              | SADS 1999-2003 「SAD ASIAN DEAD STAR」 |
| 2024/7/7      | 清春     | K-A-Z        | YUTARO              | GO                  | SADS 1999-2003 「SAD ASIAN DEAD STAR」【初回盤限定版特典CD】 |

## 概説
1999年1月29日に黒夢が無期限活動停止。黒夢のボーカルであった清春が黒夢活動停止後すぐ始動させたのがこのSADSである。バンド名は「加虐嗜好」を意味する sadism より。また清春が敬愛する日本のパンク・ロック・バンドTHE MODSの響きにあやかったものでもある。ボーカルの森山達也にもバンド名について事前交渉し、快諾を得ている。その年の7月にシングル「TOKYO」でデビュー、オリコン初登場2位を記録する。2000年、ドラマ『池袋ウエストゲートパーク』主題歌・4thシングル「忘却の空」がロングヒットを記録。同年6月に発表した2ndアルバム『BABYLON』でオリコン初登場1位を獲得。2001年にレコード会社を東芝EMIからBMGファンハウスに移籍、2002年はインディーズでの活動を経てユニバーサルミュージックと契約。
2003年にベスト・アルバム『GREATEST HITS 〜BEST OF 5 YEARS〜』を発売した後は満園英二脱退のためSADSのドラム探しをしながらソロ活動をしてSADSを再開させるつもりが、2004年にギター・坂下たけとものFULLFACE退社に伴う事実上の脱退により無期限の活動休止となる。
その後SADSの未発表曲音源がアレンジされたものや一部分を使われた曲などが清春のソロ作品として発表される。また清春の著書・雑誌のインタビューで既に過去のものとして扱われている現状を見る限り、バンドは事実上解散したものと思われていた。
しかし2010年1月29日、清春が自身のブログで活動再開を表明、同時にオフィシャルサイト及びMyspaceをオープンした。
2018年6月21日に再度の活動休止をTwitterで発表した。
清春はデビュー30周年記念ツアー中の2024年6月29日・30日にはZepp Hanedaにて〈SADS 1999-2003〉、7月7日にはGARDEN 新木場 FACTORYにて〈SADS 2010-2018〉再結成復活公演を行った。
6月29日・30日のZepp Haneda公演は〈SAD ASIAN DEAD STAR〉と題し、SADS結成時からのメンバーである坂下丈朋(G)、セカンドアルバムツアーから加入の小林勝(B)が集まる約20年振りのライヴとなった。
〈SADS 2010-2018〉が登場した7月7日はSADSのデビュー記念日。この日のGARDEN 新木場 FACTORY公演は〈GOTHIC CIRCUS〉と銘打たれた。2010年に加入したK-A-Z(G)、GO(Dr)、2017年から加入したYUTARO(B)がベースを務めるメンバー編成となるライヴとなった。

## 歴史・エピソード
1999年 デビュー～ファーストツアー
黒夢の無期限活動停止から数ヵ月後、SADS始動。結成メンバーは清春、坂下たけとも、田沼徹浩、牟田昌広の4人。始動後まずUKツアー（全4公演） を敢行。日本での正式なデビュー前であり異例であった。このUKツアーを期に、ベースの田沼徹浩が脱退する。理由は｢体力上の問題｣とされている。
全公演終了後帰国、「DEMONSTRATION CLUB GIG」（全国6会場6公演）を敢行。日本国内ではSADSの初のお披露目となる。ちなみに1本目の最後では清春が客席にクラウド・サーフィングを行った。
7月に「TOKYO」（オリコン初登場2位）のリリースでメジャー・デビュー。1stアルバム『SAD BLOOD ROCK'N'ROLL』 （オリコン初登場3位）を引っ提げ、初の全国ツアー「THE FIRST TOUR "Smash It Up"」（全国27会場29公演）を敢行。サポートベーシストとして山根浩成が加わる。同ツアーでは坂下らによる「バットマンのテーマ（ザ・ジャムのカバーアレンジで演奏）」や、「Liberation」の原型となる「Go!」などが披露されているが、このツアーによって清春が黒夢時代から抱いていたバンドに対する一種の憧れは決定的に崩れ去り、失望の大きいツアーとなった （「活動停止～解散」の項目参照）。
2000年 2度のBATTLE ROCKERSツアー
この年はSADSにとって、年末カウントダウンライブの「21st Century NIGHTMARE」までライブ中心の一年となる。限定シングル「赤裸々」（オリコン初登場2位）をリリースし、2000年前半は「Battle Rockers PART 1」（全国23会場29公演）、「FANCLUB「RUBBERSOLE」ONLY LIVE」（東京・大阪・名古屋・3公演）、「TOKYO 7 DAYS SPECIAL STANDING GIG」（都内7会場7公演）をこなす。
この期間中にリリースした4thシングル「忘却の空」（オリコン初登場2位）が、TBSにて放映されたテレビドラマ『池袋ウエストゲートパーク』の主題歌となる。同ドラマの視聴率が平均14.9パーセントと好調だったこともあり、結果的にSADSの知名度を一気に高めると共に、代表曲とのイメージが定着した。「忘却の空」のヒットの勢いに乗って、2ndアルバム『BABYLON』でオリコン初登場1位を獲得する。この時期がSADSにとってセールス上のピークであったと言える。
2000年後半から「BATTLE ROCKERS PART 2 ～WELCOME TO MY BABYLON～」（全国46会場50公演、以下バビロンツアー）が行われた。同ツアーはこれまでと違いホール公演であり、そのステージではお経のSEを流し、清春がお香を焚くパフォーマンスなどこれまでとは打って変わってダークな色合いが濃くなってくる。ステージ上で孵化する卵や、特に最終公演の大阪城ホールで清春が十字架に張り付けられながら歌い、曲中の電気処刑やSMショーなどのパフォーマンスを行った。清春の強いこだわりや予算の組み間違いにより、バビロンツアーの舞台セットに2億円の費用がかかったため、チケットやグッズの売上が好調だったにもかかわらず5000万円の負債ができ、この負債はSADSの所属事務所の社長であった清春が背負うことになった。以降、ライブでの収益は全て負債の返済に充て、清春はノーギャラという状況が続くことになる（のちに完済）。さらに、大阪公演ではノリの悪い観客に愛想を尽かしてアンコール半ばで公演を終了する、牟田の度重なる演奏ミスに苛立った清春が、ステージ上で牟田を非難するなど、バンドの雰囲気はどん底であった。その一方で、2000年初めのツアーからサポートとして参加していたベースの小林勝が、追加公演の大阪城ホールを以て正式メンバーとして加入することが発表された。これまで交代を繰り返してきたベースがようやく固まることになる。
『BABYLON』リリース時に一定の売上枚数を越えた場合、SADSの広告宣伝料を増加する条件を東芝EMIサイドから提示されていたが、結果的に、あと一歩のところで条件枚数に到達できなかったことを『清春35X』でのインタビューで語っている。この年11月にリリースしたシングル「NIGHTMARE」は映画『漂流街』オープニング、エンディング双方の主題歌となった（『漂流街』には清春に役者として出演オファーもあった）。
2001年 満園加入～ヘヴィ・ロックへの傾斜
2001年3月31日付を以て、「方向性の違い」という理由でドラム牟田の脱退が発表。後任にはかつて黒夢のサポートメンバーであった満園英二を迎える。こうして、バビロンツアーの「FOR YOU」や「Darkness is my spiral mind」で見せたダークさに、満園の加入でヘヴィさが加わった。
バンドとして新たな船出を迎えたSADSは、同時に東芝EMIからBMGファンハウスへレコード会社を移籍した。レコーディングを終え、米国の有名レコーディング・エンジニアを頼りミックスダウン作業のためロサンゼルスへ旅立ったが、このロサンゼルス遠征は失敗に終わる。清春によると前出のエンジニアのミックスは「日本のロックを舐めてる」との事で、結局日本に戻り旧知のエンジニアに依頼することになる（この時のミックスは『THE ROSE GOD GAVE ME (LA MIX VERSION)』で聴く事が出来る）。結果的に、このロサンゼルスの一件で数千万円の損失を発生させることとなった。
そうしたトラブルを乗り越え、シングル「PORNO STAR」（オリコン初登場5位）、「APPETIZING 4 SONGS EP」（オリコン初登場9位）、3rdアルバム『THE ROSE GOD GAVE ME』（オリコン初登場5位）をリリース、ツアー「THE STAR STRIP」（シークレットライブ2本含め、全国31会場32公演）を敢行。同ツアーの栃木公演では、清春と昵懇の間柄であるT.M.Revolutionが登場するサプライズがあった。最終公演「"THE STAR STRIP" FINAL」では日本武道館での公演を果たす。THE MODS、矢沢永吉のトリビュート・アルバムにも参加するなどバンドとして充実した一年であった。
『THE ROSE GOD GAVE ME』に収録されている「See A Pink Thin Cellopfane」のミュージック・ビデオは当時お蔵入りになっていたが、『リクープ』発売の際に「未発表PV」として収められている。
2002年 インディーズ～131本のロングツアー
2002年は、風雲急を告げる事態で幕を開ける。前年に契約を交わしたBMGファンハウスとの契約を解消したため、4thアルバム『“ ”(untitled)』はライブ会場限定販売とファンクラブ通信販売のみという、実質インディーズ・バンドとしての活動を余儀なくされる。清春は、同アルバムを正規の流通網で販売しようと試みたが、同年のロングツアーに忙殺されてそれが出来なかったと後のインタビューで語っている。
2002年のツアー「TOUR GOOD-BYE 2002!! "BEAUTIFUL DAYS" FOR HEAVY PETTIING & FOR ENTERTAINMENT」は、2002年4月からの12月までライブハウス131公演（HEAVY PETTIING）と翌2003年1月・2月のホール10公演 （ENTERTAINMENT）まで続く、全141公演（沖縄を除く46都道府県）という過去に例がないほどのロングツアーが組まれた。同ツアーの目的は、「ライブの本数をこなしながらバンドとしての音を固めていく」（清春）「3人がSADSに居ることが相応しいかどうかが問われる」（坂下）と、それぞれ目的があった。
快調に進むかに思われたが、ツアー序盤から早くもメンバーの技術的な問題が表面化する。小林勝は「バンドの問題点について敢えて何も言わなかったが、それは失敗だった」と悔いていた。注目すべき点は、この年から清春がアコースティック・ギターを本格的に始めた事である。「Everything」や「Masquerade」、「憂鬱という名の夢」といった曲などでギターを弾きながら歌い始めている。バンド内の問題やライブのマンネリ化に対し、日々ギターに触れることでそれを忘れることが出来、清春にとって癒しになっていたとDVD『131days』内のインタビューで語った。
「TOUR GOOD-BYE 2002!! "BEAUTIFUL DAYS" FOR HEAVY PETTIING & FOR ENTERTAINMENT」（HEAVY PETTIING）ツアーも中盤に差し掛かった頃、満園が泥酔・腕枕をしたまま眠りに落ち、左腕神経麻痺を発症する。公演日程のキャンセル・振替を余儀なくされる（満園の一件で、当初予定されていた2003年1月・2月のホール10公演は中止となる）。当初は短期間で回復が見込まれると思われたが回復の目途が立たないため、急遽サポートメンバーとして舛岡圭司を迎えてツアーを再開する。舛岡のスタイルは、豪快でパワフルな満園のそれとは対照的であり、彼から何かを学び得ようと、敢えて満園とタイプの異なるサポートメンバーを加えた背景があった。満園が復帰するまでの約60本のライブを「外の庭、外の景色を観ていた」と清春は表現している。また、満園の怪我による振り替え公演で数回行ったアコースティック・ライブを通して、清春は楽器としてのボーカルではない、歌を歌うことについて改めて考えさせられる。この時期を境に、「NOTHING」や「Sherry」といったミドルテンポの曲の心地よさに気づくことになる。
舛岡の加入はバンド内に吹き込んだ新しい風であったが、多くのライブをこなす内に段々と慣れ、惰性的なライブが再び訪れる。そんなバンドの雰囲気・一向に改善が見られない演奏・何となく観ている観客・スタッフに対する清春の積もりに積もった不満が爆発する。9月29日の新宿LIQUIDROOM（当時）公演中盤、ステージ上にあった照明器具が倒れ、清春にぶつかる。この事を境に、マイクを放り投げ・ドリンク台を蹴飛ばすなど、ステージ上での苛立ちがあからさまになり、本編途中でセットリストを変更し、本編最後では自らドラムセットに倒れこみ、破壊。アンコールを行えない状態となった。当時の心理状態を「緊張の糸が一瞬切れた」と語っている。この後も清春はボーカル・リーダーとしてSADS内での自身の孤独感を深めてゆく。同時にステージ衣装が、それまでのシャツやジーンズといったラフなものから、スーツやネクタイといったフォーマルなスタイルに変化している。
サポートの舛岡にバンドが慣れてきたツアー終盤、左腕麻痺が回復した満園が復帰、合流する。満園の復帰はファンとしては嬉しい出来事ではあったが、SADSとして3人が重ねてきたツアーは、またゼロからの仕切り直しとなる。当時の心境を「この（満園復帰の）日はとても辛かった」（清春）「ゼロからのスタート」（小林）と語っている。しかし満園の復帰後、バスドラムの大きさやギターをフェンダー・ストラトキャスターに持ち替えたり、楽器隊で一種のバンド内改造の動きが始まる。「長いツアーを通じて、バンドの音を確立させる」当初の目的に近づきつつある瞬間であった。2003年1月2月敢行予定10公演は前述通り中止となったが、この131公演はSADSにとって新たな発見をもたらしたツアーであった。同ツアー最終公演では小林の第一子誕生報告と、ユニバーサルミュージックと契約締結・2003年のニュー・アルバム・リリースがMCでアナウンスされた。
2003年 13ツアー～活動休止
5thアルバム『13』のレコーディングが始まる。しかし、レコーディング途中またしても満園が体調不良により休養を余儀なくされる。このため、昨年のツアーで披露した新曲を新たに録り直すことが不可能になり、アルバム収録曲の大半は不本意ながらも『“ ”(untitled)』と同時期に録ったものを収録する形となった。清春は「（満園の離脱を） 予期しておらず（満園の体調不良を）見抜けなかったのは最大の失敗」と述懐。結局、今回のレコーディングで満園が参加した楽曲は、「Sherry」と後に9thシングルとして発売される「Masquerade」のイントロダクション部分に留まった。同シングルのカップリング曲の「楽園」では小林が打ち込みを行い、「Everything」のアコースティック・バージョンを収録することで急場をしのいでいる。
リリースを終え、SADSはツアーの準備へ突入。ツアーに向け制作された新曲は実に30曲近くに上った。リリース→ツアー、の一般的な流れではなく、順序を逆転させることでツアーの成果をフィードバックしたアルバム制作を意図していた。ツアーでは全曲を新曲で行う事をと考えていたが、清春は「それだと『ショー』ではなく、『実験』になってしまう (笑)」という理由から断念している。
「TOUR 2003『13』-Thirteen-」（全国8会場13公演）では、満園に代わり昨年もサポートとして参加した舛岡圭司が再び加わる。同ツアーはこれまでに比べ公演数が異常に少ないほか、アルバム・ツアータイトルが意味する13階段の不吉さに加え、メジャー・デビューから5年目で無期限の活動停止を迎えた黒夢と同じ年月を迎えたことで、様々な憶測を呼ぶ。ツアーに先駆け「REPLAY」と題し行われたライブでは、これまでの4年間を振り返るかのようなセットリストが組まれたライブであった。
ツアーでは清春が予告していたようにライブで披露された曲の半数以上は下記の未発表曲で、特に本編では序盤から中盤まで3分の2以上新曲で占められた。新曲では清春がエレクトリック・ギターを弾きながら歌う曲が多く含まれた。同ツアーアンコールでは、黒夢時代の代表曲であった｢少年｣、｢Like @ Angel｣、｢MARIA｣3曲を披露。これは、黒夢を支えてくれたマネージャーの急逝を受け、弔いとして故人が好きだった曲を演奏したため。特に｢Like @ Angel｣の間奏では、清春が「聞こえてる? 歌ってるよ」と語る場面が確認され、彼に宛てたものということを裏付けている。
13ツアー後は7月にベスト・アルバムを発売、一旦、バンド活動は休止となる。清春がソロ活動に向けての準備を開始するため。ユニバーサルミュージックとの契約条件の一つに「清春のソロ・デビュー」項目があり、早い段階からソロ活動は既定路線であったと言える。治療中であった満園は「回復の目途が立たない」として、同年8月を以てSADSを正式に脱退。
活動停止～解散
その後、SADS再開の期待が何度かふくらむも、結局は自然消滅の形で活動停止となる。その原因の一つとして、13ツアー終了後、坂下らがSADSの元メンバーと新バンドの結成に加わったことが挙げられる。坂下・小林が元メンバーの牟田・友人らで、バンド・TOWERを結成。しかし、清春のソロデビュー後も小林はデビューライブ｢第三の扉｣に来場、坂下は清春1stアルバム『poetry』のレコーディングに顔を出していた。
この件に関し、「本来僕（SADS）に対してお金を払うであろうファンに申し訳ない」と清春は語っている。つまり、SADSというブランドは清春に帰結するべきであるのに、元メンバーらと活動することでそのブランドが独り歩きしてしまうのは、SADSを自分で動かしてきた清春にとって到底我慢のならないことであった。
インタビューで清春は「SADSは実質、僕+サポートメンバーだった。でもツアーを重ねる毎に彼らは何か勘違いしていった。最後にはもうどうにもならなかった」という言葉を残している一方、坂下は「SADSは清春君のバンド」と自身はサポートメンバーだったということを語っている。
直接的な原因は、2002年に行われたロングツアーで背負った負債である。借金を含めたマネジメントの問題は全て清春が処理を行っていた。「責任を果たさないのに、あれこれ言う」（清春）との一言が、清春と他のメンバーとの意識の差を如実に物語っている。この借金はツアー公演に関するものと思われていたが、その後の清春のインタビューによると「ツアー中の移動は新幹線ならグリーン車、飛行機はビジネスクラス」といった贅沢を尽くした事も含まれていたことが判明している。
SADSの活動停止後、森重樹一は｢The DUST'N'BONEZ｣結成のため清春に対し、「（坂下を）借りてもいい?」と連絡し、清春もそれを快諾する。しかし、実際にドラムに脱退した満園が居ることを後から知り、坂下はThe DUST'N'BONEZに加入するとともにSADSを脱退。The DUST'N'BONEZとしてのインタビューで坂下の脱退が坂下の口から正式に告げられた。発表が遅れた理由として坂下は「SADS側の方で都合のいい時期に発表すると思っていた」と語っている。
このように解散の引き金は幾つかあったにせよ、清春はバンド結成後の1stツアー後から一貫してSADSに対する虚無感を抱いていたことを『清春35X』をはじめとしたインタビュー内で語っている。
『THE ROSE GOD GAVE ME』リリース前後など一時的にはバンドが楽しく感じた時期はあったものの、バンドサウンドやメンバーの技術的な部分に恒常的なフラストレーションを抱えていた。その様子は、ツアー・ドキュメント・ビデオ『Document of “Welcome to my BABYLON”tour The INTRODUCTION 2000.8.5-2001.1.1』や『131DAYS』において、公演中に清春が荒れるシーンやインタビューで確認出来る。
2ndアルバム『BABYLON』は清春がSADS史上、唯一納得できる作品として挙げている。これは1stアルバム『SAD BLOOD ROCK'N'ROLL』とは対照的に、コンセプチュアルな内容に清春が徹底して突き詰めた結果だと思われる。
2010年 復活
2010年1月29日に、清春のブログでSADSの活動が再開されることが発表され、新たに公式ホームページとMySpaceが公開された。2009年の黒夢のラスト・ライブでサポートを務めたK-A-Z（ギター）、GO（ドラムス）、清春のサポートメンバーであったクボタケイスケ（ベース）が新たに加入した。
5月1日に日本武道館でライブを行う、約7年ぶりとなるアルバムがavexから7月7日に発売、2月9日にファンクラブ「VIP」がオープンすることが発表された。更に、9月19日にイナズマロックフェスに参加することとなった。
6月30日配信シングル「GOTHIC CIRCUS」を配信予定が、『THE 7 DEADLY SINS』収録曲の全曲配信（着うたフルで配信のはずが着うたのみの配信）になる事件が起こる。7月3日現在、当件に関しレーベル側からの正式なコメントはない。清春もTwitterでこの件に対し「レーベルからの正式なコメントを僕もまだ見てない。事務所やってる僕がミュージシャンだから甘くみてるのかな」とコメントしている。
だが、7月3日の深夜にTwitterでavexの松浦勝人が「待望のアルバムを楽しみにして頂いていた皆様にとても残念な思いをさせてしまった事。清春さんとメンバーが魂を込めた作品をアーティストの意図しない形で全曲を世の中に出してしまった事。それがうちの社員の手によってなされてしまった事実を深く受け止め反省しております。申し訳ありませんでした」と謝罪した。
その後avexの清春オフィシャルHPにGOTHIC CIRCUSの配信に対するお詫びと「GOTHIC CIRCUS」『THE 7 DEADLY SINS』の楽曲配信が着うたフルで7月7日から配信されるということが発表された。
2018年 再度の活動休止
2018年6月21日に清春OFFICIAL WEB SITEで2018年内での活動休止が発表された。

## 曲調
1stアルバム『SAD BLOOD ROCK'N'ROLL』ではTHE STREET SLIDERSやバックヤード・ベイビーズを意識したシンプルなスリーピース・ロックンロール系サウンド、2ndアルバム『BABYLON』ではシャッフルやジャズなどの要素も取り入れ、ディレイ等音響効果も積極的に使用し清春が元々持っている妖艶で怠惰的なイメージを強く全面に打ち出した物になり、3rdアルバム『THE ROSE GOD GAVE ME』ではグルーヴ感を重視しドラムとベースは一緒に録音し、ギターやベースのチューニングを落とし、意図的に音を割れさせ、より一層ハードでヘヴィなサウンドになっている。
このようにアルバムごとにその色を変えていく様は黒夢時代から続いている現象であった一方、SADSになってからは社会を風刺するような歌詞はあまり書かなくなり、黒夢の後期では拒んでいた化粧や派手なファッションも取り入れるようになり、後期には黒夢で散々拒んでいたテレビ出演もSADSになってからは何度かしている。ちなみに清春がタトゥーを入れ始めたのもこの頃である。

## ディスコグラフィ

### シングル
|      | 発売日         | タイトル              | 規格                 | 規格品番     | 最高位 | 収録アルバム                      |
| 1st  | 1999年7月7日   | TOKYO                 | 12cmCD               | TOCT-22020   | 2位    | SAD BLOOD ROCK'N'ROLL             |
| 2nd  | 1999年10月14日 | SANDY                 | 12cmCD               | TOCT-4176    | 3位    | BABYLON                           |
| 3rd  | 2000年1月13日  | 赤裸々                | 12cmCD               | TOCT-22040   | 2位    | BABYLON                           |
| 4th  | 2000年4月12日  | 忘却の空              | 12cmCD               | TOCT-22071   | 2位    | BABYLON                           |
| 5th  | 2000年4月12日  | ストロベリー          | 12cmCD               | TOCT-22072   | 4位    | BABYLON                           |
| 6th  | 2000年11月16日 | NIGHTMARE             | 12cmCD               | TOCT-4253    | 5位    | 13                                |
| 7th  | 2001年6月20日  | PORNO STAR            | 12cmCD               | BVCR-19034   | 5位    | THE ROSE GOD GAVE ME              |
| 8th  | 2001年7月25日  | APPETIZING 4 SONGS EP | 12cmCD               | BVCR-19902   | 9位    | THE ROSE GOD GAVE ME              |
| 9th  | 2003年5月28日  | Masquerade            | 12cmCD               | UPCH-5180    | 9位    | GREATEST HITS 〜BEST OF 5 YEARS〜 |
| 10th | 2010年11月10日 | DISCO                 | 12cmCD+DVD           | AVCD-31962/B | 16位   | LESSON 2                          |
| 10th | 2010年11月10日 | DISCO                 | 12cmCD+DVD           | AVCD-31963/B | 16位   | LESSON 2                          |
| 10th | 2010年11月10日 | DISCO                 | 12cmCD               | AVCD-31964   | 16位   | LESSON 2                          |
| 11th | 2014年6月14日  | spin                  | 12cmCD               | FFRE-020     | -      | FALLING                           |
| 12th | 2018年9月5日   | freely (venue Ver.)   | デジタルダウンロード |              |        | FALLING                           |
| ---- | -------------- | --------------------- | -------------------- | ------------ | ------ | --------------------------------- |

#### 非売品シングル
| 配布日                        | タイトル       | 配布場所                                                         | 収録曲                           | 収録アルバム |
| 2000年1月13日                 | メディア       | 3rdシングル「赤裸々」予約特典                                    | メディア                         | Rare Tracks  |
| 2002年4月28日                 | DEPRAVITY DAY  | FOOL'S MATE 2002年6月号付録CD                                    | DEPRAVITY DAY (FOOL'S MATE ver.) | 13           |
| 2010年7月23日 7月27日 7月28日 | L/C            | TOUR 2010 『VENOM』にて配布                                      | LIAR CRACKER'S BABY              | erosion      |
| 2010年11月24日                | Liberation     | TOUR 2010 『ANDROGYNY INSANITY』 なんばHatchにて配布             | Liberation                       | erosion      |
| 2010年11月26日                | FOR YOU        | TOUR 2010 『ANDROGYNY INSANITY』 福岡DRUM LOGOSにて配布          | FOR YOU                          | erosion      |
| 2010年12月6日                 | FAIRY'S MALICE | TOUR 2010 『ANDROGYNY INSANITY』 名古屋CLUB DIAMOND HALLにて配布 | FAIRY'S MALICE                   | erosion      |
| ----------------------------- | -------------- | ---------------------------------------------------------------- | -------------------------------- | ------------ |

### アルバム
|     | 発売日         | タイトル                 | 規格           | 規格品番           | 最高位 |
| 1st | 1999年9月22日  | SAD BLOOD ROCK'N'ROLL    | CD             | TOCT-24190         | 2位    |
| 1st | 2003年3月26日  | SAD BLOOD ROCK'N'ROLL    | CD             | UPCH-1227          | 2位    |
| 2nd | 2000年6月7日   | BABYLON                  | CD             | TOCT-24370         | 1位    |
| 2nd | 2003年3月26日  | BABYLON                  | CD             | UPCH-1228          | 1位    |
| 3rd | 2001年8月29日  | THE ROSE GOD GAVE ME     | CD             | BVCR-11033         | 5位    |
| 3rd | 2003年3月26日  | THE ROSE GOD GAVE ME     | CD             | UPCH-1229          | 5位    |
| 4th | 2002年4月12日  | “ ”(untitled)            | CD             | FFRE-001           | -      |
| 4th | 2007年3月28日  | “ ”(untitled)            | CD             | LTCA-53            | -      |
| 5th | 2003年3月26日  | 13                       | CD             | UPCH-9055 (初回盤) | 16位   |
| 5th | 2003年3月26日  | 13                       | CD             | UPCH-1243 (通常盤) | 16位   |
| 5th | 2010年7月7日   | 13                       | CD             | AVCD-38128         | 16位   |
| 6th | 2010年7月7日   | THE 7 DEADLY SINS        | CD+DVD+GOODS   | AVCD 38122/B       | 12位   |
| 6th | 2010年7月7日   | THE 7 DEADLY SINS        | CD+DVD         | AVCD 38123/B       | 12位   |
| 6th | 2010年7月7日   | THE 7 DEADLY SINS        | CD             | AVCD-38124/5       | 12位   |
| 7th | 2018年7月21日  | FALLING                  | 2CD+PHOTO BOOK | SADS-7777          | -      |
| 7th | 2018年10月24日 | FALLING Ultimate Edition | CD+DVD         | PECF-9028          | 15位   |
| 7th | 2018年10月24日 | FALLING Ultimate Edition | 2CD            | PECF-3215          | 15位   |
| --- | -------------- | ------------------------ | -------------- | ------------------ | ------ |

#### ミニ・アルバム
| 発売日        | タイトル | 規格   | 規格品番   | 最高位 |
| 2010年12月8日 | Lesson 2 | CD+DVD | AVCD-38208 | 23位   |
| 2010年12月8日 | Lesson 2 | CD     | AVCD-38209 | 23位   |
| ------------- | -------- | ------ | ---------- | ------ |

#### コンピレーション･アルバム
|                  | 発売日        | タイトル                                | 規格     | 規格品番           | 最高位 |
| ベスト・アルバム | 2003年7月9日  | GREATEST HITS ～BEST OF 5 YEARS～       | CD       | UPCH-9112 (初回盤) | 5位    |
| ベスト・アルバム | 2003年7月9日  | GREATEST HITS ～BEST OF 5 YEARS～       | CD       | UPCH-1270 (通常盤) | 5位    |
| ボックスセット   | 2005年9月28日 | Sads Rare BOX 「リクープ」              | 3CD+3DVD | LTBA-50015         | -      |
| -                | 2007年3月28日 | THE ROSE GOD GAVE ME -LA MIX Version- ※ | CD       | LTCA-52            | -      |
| -                | 2007年3月28日 | Rare Tracks ※                           | CD       | LTCA-54            | -      |
| セルフカバー     | 2014年6月14日 | erosion                                 | CD       | FFRE-021           | -      |
| ---------------- | ------------- | --------------------------------------- | -------- | ------------------ | ------ |

※『Sads Rare BOX「リクープ」』に収録されていたものが単一商品として再発された。またこの際に『“ ”(untitled)』も再発された。

#### トリビュート･アルバム
| 発売日       | タイトル                | 規格 | 規格品番 |
| 2014年4月9日 | SADS RESPECT ALBUM『M』 | CD   | GEI-001  |
| ------------ | ----------------------- | ---- | -------- |

### Blu-ray/DVD/VIDEO
|      | 発売日                                    | タイトル                                                                    | 規格                  | 規格品番                     |
| 1st  | 1999年10月14日                            | FILM COLLECTOR                                                              | VHS                   | TOVF-1325                    |
| 1st  | 2000年9月20日                             | FILM COLLECTOR                                                              | DVD                   | TOBF-5036                    |
| 1st  | 2003年4月23日                             | FILM COLLECTOR                                                              | DVD                   | UPBH-1082                    |
| 2nd  | 1999年10月14日                            | Conclusion of my BABYLON “The Revenge” 2000.12.7 大阪城ホール               | VHS                   | TOVF-1358                    |
| 2nd  | 2001年4月28日                             | Conclusion of my BABYLON “The Revenge” 2000.12.7 大阪城ホール               | DVD                   | UPBH-1083                    |
| 2nd  | 2003年4月23日                             | Conclusion of my BABYLON “The Revenge” 2000.12.7 大阪城ホール               | DVD                   | UPBH-1083                    |
| 2nd  | 2014年7月9日                              | Conclusion of my BABYLON “The Revenge” 2000.12.7 大阪城ホール               | Blu-ray               | UPXY-6003                    |
| 3rd  | 1999年10月14日                            | Document of “Welcome to my BABYLON” tour The INTRODUCTION 2000.8.5-2001.1.1 | VHS                   | TOVF-1357                    |
| 3rd  | 2001年4月28日                             | Document of “Welcome to my BABYLON” tour The INTRODUCTION 2000.8.5-2001.1.1 | DVD                   | UPBH-1083                    |
| 3rd  | 2003年4月23日                             | Document of “Welcome to my BABYLON” tour The INTRODUCTION 2000.8.5-2001.1.1 | DVD                   | UPBH-1084                    |
| 4th  | 2002年4月24日                             | AWAKE                                                                       | VHS                   | UMVK-1037                    |
| 4th  | 2002年4月24日                             | AWAKE                                                                       | DVD                   | UPBH-1083                    |
| 4th  | 2004年6月23日                             | AWAKE                                                                       | DVD                   | UMBK-9104                    |
| 5th  | 2003年                                    | INNER FILM 02.12.25 EBISU The Garden Hall                                   | DVD                   | FFRD-1                       |
| 5th  | 2007年3月28日                             | INNER FILM 02.12.25 EBISU The Garden Hall                                   | DVD                   | LTBA-50057                   |
| 6th  | 2003年5月28日                             | 131DAYS                                                                     | DVD                   | UPBH-1080                    |
| 7th  | 2003年7月9日                              | GREATEST CLIPS 〜BEST OF 5 YEARS〜                                          | DVD                   | UPBH-1097                    |
| 8th  | 2003年9月17日                             | 03.06.11 Zepp Tokyo ～sads 2003 tour "13" -Thirteen-～                      | DVD                   | UPBH-1099                    |
| 8th  | 2014年7月9日                              | 03.06.11 Zepp Tokyo ～sads 2003 tour "13" -Thirteen-～                      | Blu-ray               | UPXY-6004                    |
| ---- | ----------------------------------------- | --------------------------------------------------------------------------- | --------------------- | ---------------------------- |
|      | 2007年3月28日                             | DEMONSTRATION FILM GIG 99.08.01 shibuya CLUB QUATTRO                        | DVD                   | LTBA-50055                   |
|      | 2007年3月28日                             | 00.09.18 Zepp TOKYO ACOUSTIC                                                | DVD                   | LTBA-50056                   |
| 9th  | 2010年7月28日                             | 100501 ゴシックサーカス Live at 日本武道館                                  | 2DVD (初回生産限定盤) | AVBD-91807                   |
| 9th  | 2010年7月28日                             | 100501 ゴシックサーカス Live at 日本武道館                                  | DVD                   | AVBD-91809                   |
| 10th | TOUR 2010 ANDROGYNY INSANITY 会場限定販売 | vip only BOOTLEG Vol. 2                                                     | DVD                   | FFRD-10                      |
| 11th | 2011年11月頃 通販限定                     | EXTREME MAD YEARS                                                           | 2DVD                  | FFRD-13                      |
| 12th | midst of mayhem 会場限定販売              | May I Stay/Light of Life                                                    | DVD                   | FFRE-022                     |
| 13th | 2019年3月20日                             | The reproduction 7th anniversary FALLING THE LIVE                           | DVD+CD                | PEBF-3223                    |
| 14th | 2025年3月19日                             | SADS 1999-2003 「SAD ASIAN DEAD STAR」                                      | Blu－ray+CD           | XWXW10005～6/B XWCW10016～17 |
| 14th | 2025年3月19日                             | SADS 1999-2003 「SAD ASIAN DEAD STAR」                                      | Blu－ray              | XWXW10007～8                 |

#### 非売品DVD
| 配布日                            | タイトル                        | 配布場所                                                                | 収録曲                                                             |
| 2010年11月11日-12月3日            | DISCO                           | TOUR 2010『ANDROGYNY INSANITY』大阪、福岡、名古屋以外のライブ会場で配布 | 1. DISCO-another edition- 2. ANDROGYNY INSANITY SPOT               |
| 2010年11月24日、11月26日、12月6日 | sads 2010 special farewell gift | TOUR 2010『ANDROGYNY INSANITY』大阪、福岡、名古屋のみ配布。             | 無料配布CDのレコーディング風景。上記の無料配布CDも同梱されている。 |
| --------------------------------- | ------------------------------- | ----------------------------------------------------------------------- | ------------------------------------------------------------------ |

### オムニバス参加作品
| 発売日         | タイトル                                            | 収録曲                                                                                                  | 規格 | 規格品番   |
| 2000年6月22日  | HANOI ROCKS TRIBUTE ～BLOODY KNUCKLESS & LIPSTICK～ | M-1 TRAGEDY で参加。                                                                                    | CD   | WINN-82040 |
| 2001年3月28日  | JOYRIDE ◆矢沢永吉スーパーカバー・トラックス         | M-5 I SAY GOOD-BYE, SO GOOD-BYE で参加。                                                                | CD   | TOCT-24570 |
| 2001年4月11日  | THE MODS TRIBUTE ～SO WHAT!～                       | M-1 痛い胸が で参加。                                                                                   | CD   | ARCJ-170   |
| 2002年10月30日 | 黒イジワルケイ / イジワルケイオールスターズ         | M-1 Say Good Bye (黒バージョン)、清春・坂下たけとも参加。 M-6 疾風 にひったクリとして坂下たけとも参加。 | CD   | MMM3-1j    |
| 2002年11月27日 | 赤イジワルケイ / イジワルケイオールスターズ         | M-1 Say Good Bye (赤バージョン)、清春・坂下たけとも参加。 M-3 欲望 にカレーパンクとして清春参加。       | CCCD | AVCD-17201 |
| -------------- | --------------------------------------------------- | --- | ---- | ---------- |

### 書籍
|                          | 発売日         | タイトル                    | 出版社           | ISBNコード     |
| ヒストリーブック         | 1999年12月1日  | ロックンロールを撃ちまくれ! | TOKYO FM出版     | 978-4887450394 |
| フォト・ドキュメント     | 2000年10月27日 | Happy!                      | 幻冬舎           | 978-4344000331 |
| ファッションフォトブック | 2001年4月11日  | SEXLESS                     | 扶桑社           | 978-4594032303 |
| FC限定DVD付写真集        | 2003年9月30日  | shake me down               | FULLFACE RECORDS | -              |
| ------------------------ | -------------- | --------------------------- | ---------------- | -------------- |

#### バンドスコア
| 発売日         | タイトル              | 出版社               | ISBNコード     |
| 1999年12月1日  | SAD BLOOD ROCK'N ROLL | リットーミュージック | 978-4845604494 |
| 2000年6月29日  | BABYLON               | リットーミュージック | 978-4845605132 |
| 2001年11月15日 | THE ROSE GOD GAVE ME  | リットーミュージック | 978-4845607198 |
| 2003年7月3日   | 13+Masquerade         | リットーミュージック | 978-4845609444 |
| -------------- | --------------------- | -------------------- | -------------- |

### 未CD化曲
13ツアーで演奏されたものが現在も未発表曲になっている。一部はDVDに収録やソロ名義でカバーされている。
| タイトル              |                                                                                                   |
| C.B                   | DVD収録済み。7月のFCツアーで演奏された。                                                          |
| COLD RAIN             | DVD収録済み。 ライブで演奏された。ソロ名義で『VINNYBEACH 〜架空の海岸〜』に収録された。           |
| STOP                  | DVD収録済み。 ライブで演奏された。曲名を「BUNNY SMILE」と変え、ソロ名義で『MELLOW』に収録された。 |
| かきまわせ檻の中 (仮) | 現在もCD化はされていないが、2004年のツアー中にリハーサルで少し演奏したらしい。                    |
| GARRET                | ソロ名義で『bask in art』に収録された。SADS時代の違いはアレンジと歌詞だがあまり変わらない。       |
| Yeah×3 (仮)           | まだソロでも演奏されていない未発表曲。                                                            |
| SITAR                 | DVD収録済み。のちに大幅に歌詞が変更されてソロ名義で『LAST SONG-最後の詞-』に収録された。          |
| N. DOLL               | DVD収録済み。                                                                                     |
| ROOM                  | アレンジと歌詞が若干変更され、ソロ名義で『MELLOW』に収録された。                                  |
| COMPLEX (仮)          | 当時ライブではお馴染み。歌詞は「シャララー」と繰り返す。                                          |
| FAIDIA                | ソロ名義で『MELLOW』に収録された。SADS時代との違いは歌詞のみ。                                    |
| LOSER (仮)            | 清春がソロ活動で発表した「dance」とAメロが同一である。                                            |
| HEAVY SLIDER          | 2000-2001年頃に演奏されていた。                                                                   |
| prepro                | 2016年頃に数回演奏された曲。breathlessと歌詞が似ている。                                          |
| --------------------- | ------------------------------------------------------------------------------------------------- |

## タイアップ一覧
| 使用年 | 曲名       | タイアップ                                                  |
| ------ | ---------- | ----------------------------------------------------------- |
| 2000年 | 忘却の空   | TBS系ドラマ『池袋ウエストゲートパーク』主題歌               |
| 2000年 | NIGHTMARE  | 東宝配給映画『漂流街 THE HAZARD CITY』テーマソング          |
| 2000年 | FINALE     | 東宝配給映画『漂流街 THE HAZARD CITY』テーマソング          |
| 2002年 | GHOST      | テレビ朝日系『ぷらちなロンドンブーツ』オープニングテーマ    |
| 2003年 | Masquerade | テレビ朝日系『内村プロデュース』4月クールエンディングテーマ |

## 受賞歴
- 2000年
  - 第25回ザテレビジョンドラマアカデミー賞 主題歌賞（『忘却の空』､ドラマ『池袋ウエストゲートパーク』主題歌）[45]

## メディア出演

### ラジオ
- Sads In The Box（2000年4月 - 12月、FM横浜）- 坂下・牟田
- Sads In The Box（2001年7月 - ?、FM横浜） - 坂下・小林・満園